# 安傑爾·塔維拉

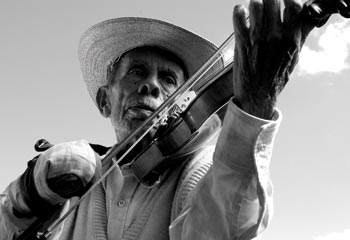
安傑爾·塔維拉

安傑爾·塔維拉（西班牙語：Ángel Tavira Maldonado，1924年7月3日—2008年6月30日），又譯作安傑·塔維拉，墨西哥作曲家與小提琴家，2006年演出電影《小提琴革命曲》，並因而獲得第59届戛纳国际电影节的「一種注目最佳男演員獎」。

## 生平
安傑爾·塔維拉出生於墨西哥格雷羅州柯拉法索鎮（西班牙語：Corral Falso），家中獨子，父親是 ，母親是 ，其祖父  是南美洲著名的傳統音樂作曲家與演奏家。
安傑爾·塔維拉生長在音樂世家，受到叔叔 ，教導其堂兄弟  與  學音樂的影響下，6 歲便開始學習音樂；13 歲時，在當地主保聖人慶典中，因煙火意外爆炸而失去右掌，但在叔叔  的鼓勵下，他把弓綁在斷肢上固定，持續練習演奏小提琴，後來進入墨西哥城的國家音樂學校。
1972年至2004年，安傑爾·塔維拉在墨西哥格雷羅州伊瓜拉（西班牙語：Iguala）當地一間中學與另一間幼稚園工作，並帶領 Hermanos Tavira 樂團，60歲時到莫雷利亞當地的音樂學校學習音樂記譜法，目的是為了要記錄與保留家鄉的傳統音樂。塔維拉致力於推廣墨西哥的傳統音樂，成為受人尊敬的作曲家。
2002年，墨西哥導演瓦爾加斯拍攝一部紀錄片，內容與安傑爾·塔維拉有關，2 年後，瓦爾加斯開拍電影《小提琴革命曲》（西班牙語：El violín），由塔維拉擔綱演出，飾演一位支持武裝反抗運動的街頭音樂家，第一次演出便登上國際影展，贏得2006年坎城影展的「一種注目最佳男演員獎」，當時塔維拉已高齡 82歲。
2008年6月30日，安傑爾·塔維拉因腎臟併發症逝世，享年 84 歲。